# Manoel Cyrillo
Manoel Cyrillo de Oliveira Netto (Salvador, 25 de julho de 1946) é um publicitário e ex-guerrilheiro brasileiro, participante da guerrilha urbana contra a ditadura militar brasileira iniciada em 1964.
Estudante secundarista, entrou para a luta armada no Grupo Tático Armado (GTA) da Aliança Libertadora Nacional (ALN). Cyrillo foi um dos sequestradores do embaixador estadunidense no Brasil, Charles Burke Elbrick, em setembro de 1969. Preso e torturado, passou dez anos em diversas prisões, chegando a participar de greves de fome, até ser solto em liberdade condicional em 1979, depois da promulgação da Lei da Anistia.
Começou a trabalhar em publicidade com o primo, o publicitário Duda Mendonça, após deixar a prisão. Mais tarde, fundou sua própria agência, em Campinas, São Paulo.
Sobre o sequestro de Elbrick, declarou quase trinta anos depois que "Aquele foi um dos episódios mais importantes dos povos de todo o mundo. É algo com o nível de importância de uma Guerra do Vietnã porque foi uma das mais grandiosas ações contra o império americano."